# Hildah Magaia
Hildah Tholakele Magaia (Dennilton, 16 dicembre 1994) è una calciatrice sudafricana, attaccante del Sejong Sportstoto e della nazionale sudafricana, con la quale ha vinto la Coppa delle nazioni africane 2022.

## Carriera

### Club
Magaia ha iniziato la sua carriera con il Tuks, la squadra di calcio femminile dell'Università di Pretoria, debuttando in seconda fascia del campionato sudafricano di categoria. Prima dell'inizio della stagione 2017 si è trasferita al TUT, nella massima serie sudafricana, la squadra femminile del Tshwane University of Technologym contribuendo alla conquista del loro unico titolo di campionato.
Magaia è stata votata come miglior giocatrice al torneo COSAFA Womens Championship 2020, guadagnandosi un contratto di due anni con il Morön BK, club svedese, debuttando in Elitettan, secondo livello del campionato svedese, nella stagione 2021. Prima della stagione 2022, ha firmato per il Sejong Sportstoto in Corea del Sud.

### Nazionale
Magaia viene convocata dalla Federcalcio sudafricana per vestire la maglia della nazionale maggiore femminile dalla selezionatrice Desiree Ellis, debuttandovi nel febbraio 2018 e segnando in quell'occasione anche la sua prima rete in un incontro internazionale contro il Lesotho.
Nell'estate dell'anno seguente viene inserita in rosa con la squadra che affronta il torneo di calcio femminile delle Universiadi estive di Napoli 2019, condividendo con le compagne una prestazione non all'altezza delle avversarie perdendo entrambi gli incontri del gruppo A con Corea del Nord (8-0) e Canada (1-0), classificandosi all'ultimo posto con la squadra di conseguenza eliminata già alla fase a gironi.
In seguito disputa l'edizione 2020 del COSAFA Women's Championship nella quale le Banyana Banyana vincono il titolo, superando in finale il Botswana per 2-1, e Magaia viene nominata giocatrice del torneo.
Il ct Ellis continua a darle fiducia convocandola con continuità e inserendola nella lista delle 26 giocatrici scelte per rappresentare il Sudafrica alla Coppa d'Africa di Marocco 2022. In quell'occasione la squadra, dopo essersi guadagnata il passaggio del turno chiudendo a punteggio pieno il gruppo C nella fase a gironi, supera prima la Tunisia per 1-0 ai quarti di finale, poi lo Zambia in semifinale con lo stesso risultato riuscendo infine a vincere la finale, grazie a una sua doppietta, con il Marocco per 2-1.. In quell'occasione oltre a vincere il titolo, il primo per le Banyana Banyana, con tre reti realizzate si colloca al vertice della classifica di capocannonieri, condividendo la prestazione a pari merito con Rasheedat Ajibade e Ghizlane Chebbak. Grazie a questo risultato il Sudafrica accede anche alla fase finale del Mondiale di Australia e Nuova Zelanda 2023, con Ellis che nuovamente la inserisce in rosa con la squadra che affronta il suo secondo torneo FIFA consecutivo.

## Statistiche

### Cronologia presenze e reti in nazionale
| Cronologia completa delle presenze e delle reti in nazionale ― Sudafrica | Cronologia completa delle presenze e delle reti in nazionale ― Sudafrica | Cronologia completa delle presenze e delle reti in nazionale ― Sudafrica | Cronologia completa delle presenze e delle reti in nazionale ― Sudafrica | Cronologia completa delle presenze e delle reti in nazionale ― Sudafrica | Cronologia completa delle presenze e delle reti in nazionale ― Sudafrica | Cronologia completa delle presenze e delle reti in nazionale ― Sudafrica | Cronologia completa delle presenze e delle reti in nazionale ― Sudafrica |
| Data                                                                     | Città                                                                    | In casa                                                                  | Risultato                                                                | Ospiti                                                                   | Competizione                                                             | Reti                                                                     | Note                                                                     |
| ------------------------------------------------------------------------ | ------------------------------------------------------------------------ | ------------------------------------------------------------------------ | ------------------------------------------------------------------------ | ------------------------------------------------------------------------ | ------------------------------------------------------------------------ | ------------------------------------------------------------------------ | ------------------------------------------------------------------------ |
| 26-10-2021                                                               | Port Elizabeth                                                           | Sudafrica                                                                | 6 – 0                                                                    | Mozambico                                                                | Qual. Coppa d'Africa 2022                                                | 2                                                                        | 74’                                                                      |
| 15-2-2022                                                                | Johannesburg                                                             | Sudafrica                                                                | 2 – 0                                                                    | Algeria                                                                  | Qual. Coppa d'Africa 2022                                                | 1                                                                        | 90+1’                                                                    |
| 23-2-2022                                                                | Algeri                                                                   | Algeria                                                                  | 1 – 1                                                                    | Sudafrica                                                                | Qual. Coppa d'Africa 2022                                                | -                                                                        |                                                                          |
| 4-7-2022                                                                 | Rabat                                                                    | Nigeria                                                                  | 1 – 2                                                                    | Sudafrica                                                                | Coppa d'Africa 2022 - 1º turno                                           | 1                                                                        | 69’                                                                      |
| 7-7-2022                                                                 | Agadir                                                                   | Sudafrica                                                                | 3 – 1                                                                    | Burundi                                                                  | Coppa d'Africa 2022 - 1º turno                                           | 1                                                                        | 84’                                                                      |
| 10-7-2022                                                                | Rabat                                                                    | Sudafrica                                                                | 1 – 0                                                                    | Botswana                                                                 | Coppa d'Africa 2022 - 1º turno                                           | -                                                                        |                                                                          |
| 14-7-2022                                                                | Marrakech                                                                | Sudafrica                                                                | 1 – 0                                                                    | Tunisia                                                                  | Coppa d'Africa 2022 - Quarti di finale                                   | -                                                                        |                                                                          |
| 18-7-2022                                                                | Casablanca                                                               | Zambia                                                                   | 0 – 1                                                                    | Sudafrica                                                                | Coppa d'Africa 2022 - Semifinale                                         | -                                                                        | 71’                                                                      |
| 23-7-2022                                                                | Rabat                                                                    | Marocco                                                                  | 1 – 2                                                                    | Sudafrica                                                                | Coppa d'Africa 2022 - Finale                                             | 2                                                                        | 83’                                                                      |
| 5-9-2022                                                                 | Durban                                                                   | Sudafrica                                                                | 0 – 6                                                                    | Brasile                                                                  | Amichevole                                                               | -                                                                        | 87’                                                                      |
| 8-10-2022                                                                | Londra                                                                   | Australia                                                                | 4 – 1                                                                    | Sudafrica                                                                | Amichevole                                                               | 1                                                                        |                                                                          |
| 18-2-2023                                                                | Gaziantep                                                                | Sudafrica                                                                | 3 – 0                                                                    | Uzbekistan                                                               | Amichevole                                                               | -                                                                        |                                                                          |
| 21-2-2023                                                                | Istanbul                                                                 | Slovenia                                                                 | 1 – 1                                                                    | Sudafrica                                                                | Amichevole                                                               | 1                                                                        |                                                                          |
| 10-4-2023                                                                | Novi Sad                                                                 | Serbia                                                                   | 3 – 2                                                                    | Sudafrica                                                                | Amichevole                                                               | 1                                                                        |                                                                          |
| 20-7-2023                                                                | Dunedin                                                                  | Argentina                                                                | 2 – 2                                                                    | Sudafrica                                                                | Mondiali 2023 - 1º turno                                                 | -                                                                        |                                                                          |
| 28-7-2023                                                                | Brisbane                                                                 | Svezia                                                                   | 2 – 1                                                                    | Sudafrica                                                                | Mondiali 2023 - 1º turno                                                 | 1                                                                        | 56’                                                                      |
| 2-8-2023                                                                 | Wellington                                                               | Sudafrica                                                                | 3 – 2                                                                    | Italia                                                                   | Mondiali 2023 - 1º turno                                                 | 1                                                                        | 90+5’                                                                    |
| 6-8-2023                                                                 | Sydney                                                                   | Paesi Bassi                                                              | 2 – 0                                                                    | Sudafrica                                                                | Mondiali 2023 - Ottavi di finale                                         | -                                                                        | 90+2’                                                                    |
| 30-10-2023                                                               | Johannesburg                                                             | Sudafrica                                                                | 2 – 0                                                                    | RD del Congo                                                             | Amichevole                                                               | -                                                                        | 46’                                                                      |
| 30-11-2023                                                               | Ouagadougou                                                              | Burkina Faso                                                             | 1 – 1                                                                    | Sudafrica                                                                | Qual. Coppa d'Africa 2024                                                | 1                                                                        |                                                                          |
| 4-12-2023                                                                | Pretoria                                                                 | Sudafrica                                                                | 2 – 0                                                                    | Burkina Faso                                                             | Qual. Coppa d'Africa 2024                                                | -                                                                        | 67’                                                                      |
| 23-2-2024                                                                | Dar es Salaam                                                            | Tanzania                                                                 | 0 – 3                                                                    | Sudafrica                                                                | Amichevole                                                               | 1                                                                        | 84’                                                                      |
| 27-2-2024                                                                | Mbombela                                                                 | Sudafrica                                                                | 1 – 0                                                                    | Tanzania                                                                 | Amichevole                                                               | -                                                                        |                                                                          |
| Totale                                                                   |                                                                          | Presenze                                                                 | 23                                                                       |                                                                          | Reti                                                                     | 14                                                                       |                                                                          |

## Palmarès

### Nazionale
- Coppa delle nazioni africane femminile: 1

2022
- COSAFA Women's Championship: 1

2020